# Bošilec
Bošilec är en ort i Tjeckien.   Den ligger i regionen Södra Böhmen, i den centrala delen av landet, 110 km söder om huvudstaden Prag. Bošilec ligger 419 meter över havet och antalet invånare är 205. Den ligger vid sjöarna  Horusický Rybník och Bošilecký Rybník.
Terrängen runt Bošilec är platt. Runt Bošilec är det ganska glesbefolkat, med 34 invånare per kvadratkilometer. Närmaste större samhälle är Třeboň, 18,5 km sydost om Bošilec. I omgivningarna runt Bošilec växer i huvudsak blandskog.